# Апачи (фильм)
«Апа́чи» (нем. Apachen) — фильм-вестерн студии DEFA (ГДР) 1973 года. В главной роли — Гойко Митич. Первая часть дилогии о мужественном вожде племени апачей Ульцане (в ряде источников имя передаётся как Ульзана).

## Сюжет
Северная Мексика, 1846 год. На приграничной территории Нью-Мексико, на землях, которые исторически принадлежали племенам апачей, обнаружены месторождения меди и серебра. Начинается целенаправленное уничтожение коренных жителей. Правительство готово платить за каждый скальп индейца; оно нанимает отряд охотников за скальпами под предводительством авантюриста Джонсона. Коварные бледнолицые обещают за безопасный проход через территорию племён рассчитаться щедрыми запасами еды, но, используя слабость краснокожих воинов к алкоголю, спаивают их и уничтожают десятками. Мужественный вождь Ульцана (Гойко Митич) и мудрый Нана (Колеа Рауту) мстят за смерть соплеменников.

## В ролях
- Гойко Митич — Ульцана
- Милан Бели — Джонсон
- Коля Рэуту — Нана
- Леон Немчик — Рамон
- Хартмут Бир — Глесон
- Герри Вольф — лавочник
- Хоппе Рольф — капитан Бертон
- Хорст Кубе — золотоискатель
- Елена Альбу — жена Ульцаны

## Критика
- Ромил Соболев, обозреватель журнала «Спутник кинозрителя»: «Родившийся в американском кино, вестерн либо рассказывал о приключениях ковбоев, либо показывал борьбу белых переселенцев с индейцами. В последнем случае белые неизменно показывались как рыцари и герои, а индейцы — как вероломные убийцы, беспощадно охотящиеся на белых без разбора возраста и пола. <…> Главную задачу развенчания голливудских мифов не могли не взять на себя историки, социологи и художники Европы. Серия фильмов Кольдица как раз и помогает решению этой задачи — развенчанию голливудской мифологии. А особенность этих фильмов в том, что используют они чисто американскую форму вестерна — фильма острого приключенческого сюжета, напряжённого действия, стремительных погонь и боевых схваток, фильма, который категорично делит всех действующих лиц на абсолютно хороших и безоговорочно плохих»[3].
- Тимоти Янг, обозреватель Мondo Esoterica : «Режиссёр Готфрид Кольдиц замечательно сработал, создавая профессиональный визуальный ряд фильма, по крайней мере не хуже итальянских вестернов этого же периода и бесконечно лучше, чем более ранние вестерны студии DEFA.

## Дополнительные факты
- В статьях некоторых критиков утверждается, что в фильме содержится неточность — американское правительство за человеческие скальпы денег не платило[3]. Такие сделки совершались в более ранние исторические периоды: английской и французской колонизации Америки . При этом англичане чаще платили за скальпы французов, а французские колониальные власти в Канаде — за аналогичные трофеи с голов ирокезов, союзников Великобритании[4]. Однако ряд других источников придерживается противоположной точки зрения, ссылаясь на опубликованный каталог-ценник правительства Калифорнии от 1889 года[5].
- Фильм основан на эпизоде мексикано-апачских войн — так называемой резне Джона Джонсона, состоявшейся 23 апреля 1837 года. Отличие сюжета фильма от реальной истории состоит в следующем. Действие в фильме перенесено на 9 лет вперёд — в 1846 году. Вырезанные в результате вероломного нападения апачи были отнюдь не мирными людьми: они уже несколько лет совершали нападения на мексиканцев в северной Соноре и Чиуауа. Резня произошла не в самом городе Санта-Рита-дель-Кобре, а в долине Анимас , расположенной в 80 км к юго-западу от города. Для того чтобы застать индейцев врасплох, была организована не раздача муки, а трёхдневная торговая сделка с активным спаиванием апачей.
- Ранее — в 1972 году — в США был выпущен фильм «Рейд Ульзаны» / Ulzana's Raid, в котором индейский вождь (актёр Хоакин Мартинес / Joaquín Martínez) изображался как кровожадный убийца.
- Фильм снимался неподалёку от Самарканда в современном Узбекистане — на местности, которая выглядит невероятно похожей на Юго-Запад США. Кольдиц подчёркивает это очень широкими панорамами, показывая масштабность пейзажей»[6]. В одном из своих интервью, Гойко Митич вспоминает: "Под Самаркандом была оборудована мексиканская пустыня Чиуауа, а в индейской массовке участвовали местные мужчины из колхоза им. Алишера Навои, которых с большим трудом уговорили раздеться по пояс. Мы потом их еле угомонили: они так хохотали друг над другом![7]».
- На автографах Митича, до сих пор сохранившихся у самаркандцев, сыгравших индейцев в массовке, написана одна и та же фраза: «Всё хорошо»[7].